# Ruurd Dirk Hoogland
Ruurd Dirk Hoogland ( 1922, Leeuwarden - 2 de mayo de 1994 Ámsterdam) fue un explorador, y naturalista neerlandés; que realizó numerosas expediciones botánicas a Nueva Guinea, Australia y Europa. Fue experto de la familia Cunoniaceae.

## Biografía
Recibió su formación universitaria en Groningen y Leiden. Obtuvo su doctorado en 1952, con una revisión del género Dillenia L.. Y ese año se unió al CSIRO en su "División de Tierras y Estudio Regional", como botánico con el "Grupo de Investigación" en Nueva Guinea.

## Honores

### Epónimos
Género
- (Cunoniaceae) Hooglandia McPherson & Lowry[2]

Especies
- (Araceae) Homalomena hooglandii A.Hay[3]
- (Asteraceae) Olearia hooglandii J.Kost.[4]
- (Asteraceae) Senecio hooglandii Belcher[5]
- (Cunoniaceae) Weinmannia hooglandii H.C.Hopkins & J.C.Bradford[6]
- (Cyatheaceae) Alsophila hooglandii (Holttum) R.M.Tryon[7]
- (Dilleniaceae) Hibbertia hooglandii J.R.Wheeler[8]
- (Ericaceae) Vaccinium hooglandii Sleumer[9]
- (Gleicheniaceae) Gleichenia hooglandii Holttum[10]
- (Leguminosae) Archidendron hooglandii Verdc.[11]
- (Leguminosae) Serianthes hooglandii (Fosb.) A.Kanis[12]
- (Melastomataceae) Poikilogyne hooglandii Nayar[13]
- (Monimiaceae) Palmeria hooglandii Philipson[14]
- (Myristicaceae) Myristica hooglandii J.Sinclair[15]
- (Onagraceae) Epilobium hooglandii P.H.Raven[16]
- (Pandanaceae) Pandanus hooglandii H.St.John[17]
- (Piperaceae) Piper hooglandii (I.Hutton & P.S.Green) M.A.Jaram.[18]
- (Rosaceae) Potentilla hooglandii Kalkman[19]
- (Rutaceae) Evodiella hooglandii B.L.Linden[20]